# Mucronea californica
Mucronea californica Benth. – gatunek rośliny z rodziny rdestowatych (Polygonaceae Juss.). Występuje endemicznie w południowo-zachodnich Stanach Zjednoczonych – na środkowym i południowym wybrzeżu Kalifornii (wliczając Channel Islands). Najczęściej jest spotykany w hrabstwach San Luis Obispo oraz Santa Barbara. 

## Morfologia
PokrójRoślina jednoroczna dorastająca do 5–30 cm wysokości.
LiścieIch blaszka liściowa ma kształt od łyżeczkowatego do odwrotnie jajowatego. Mierzy 10–50 mm długości oraz 2–8 mm szerokości.
KwiatyZebrane w wierzchotki jednoramienne, rozwijają się na szczytach pędów. Listki okwiatu mają podłużny kształt i mierzą 2–3 mm długości.
OwoceTrójboczne niełupki osiągające 2–3 mm długości.

## Biologia i ekologia
Rośnie w lasach sosnowych, chaparralu, na murawach oraz terenach piaszczystych. Występuje na wysokości do 1000 m n.p.m. Kwitnie od marca do sierpnia. 

## Ochrona
Mucronea californica posiada status gatunku narażonego.